# Barranca Salada
Barranca Salada är en ort i Mexiko.   Den ligger i kommunen San Jerónimo Xayacatlán och delstaten Puebla, i den sydöstra delen av landet, 180 km sydost om huvudstaden Mexico City. Barranca Salada ligger 1 285 meter över havet och antalet invånare är 256.
Terrängen runt Barranca Salada är huvudsakligen kuperad, men åt sydost är den platt. Barranca Salada ligger nere i en dal. Runt Barranca Salada är det ganska tätbefolkat, med 72 invånare per kvadratkilometer. Närmaste större samhälle är Acatlán de Osorio, 11,2 km väster om Barranca Salada. Omgivningarna runt Barranca Salada är en mosaik av jordbruksmark och naturlig växtlighet.